# اونتسوكا تايغر
اونتسوكا تايغر (オニツカタイガー Onitsuka Taigā، Onitsuka Tiger) هي علامة تجارية يابانية للأزياء، أسستها شركة أونيتسوكا المحدودة عام 1949، وهي شركة أحذية رياضية أسسها كيهاتشيرو أونيتسوكا. اندمجت شركة أونيتسوكا المحدودة لاحقًا مع شركتين أخريين لتُصبح شركة أزيكسعام 1977، ومنذ ذلك الحين، تُباع أونيتسوكا تايجر كعلامة تجارية لأسلوب حياة أزيكس.

## تاريخها

### الأيام الأولى
كان أول منتج لشركة اونتسوكا تايغر عبارة عن صندل بحزام يشبه الصندل القشي. كان الحذاء فاشلاً، وعاد أونيتسوكا إلى مرحلة التصميم للتركيز على الطريقة التي يبدأ بها لاعبو كرة السلة ويتوقفون على الأرض. من خلال إضافة أكواب ومساحات صغيرة في نعل حذاء كرة السلة الخاص به، صنع أونيتسوكا حذاءً أكثر فعالية عام 1952 والذي سرعان ما أصبح شائعًا في جميع أنحاء اليابان. عام 1955 زادت الشركة أعمالها إلى 500 متجرًا رياضيًا في جميع أنحاء اليابان.
تعاونت شركة اونتسوكا تايغر مع عداء الماراثون تورو تيراساوا عام 1953 لتطوير حذاء للجري من شأنه أن يمنع عدائي المسافات الطويلة من الإصابة بالبثور. بدأ العداء الإثيوبي أبيبي بيكيلا في ارتداء أحذية اونتسوكا تايغر عام 1957، وهي المرة الأولى في مسيرته في الجري التي يرتدي فيها أحذية، حيث أقنعه Onitsuka بأنها ستكون أفضل من أسلوبه حافي القدمين. وقد ارتدى نفس الحذاء أيضًا عام 1958 عداء المسافات القصيرة أوليفر سكيلتون عندما فاز بالميدالية البرونزية في الألعاب الأوروبية القارية. عام 1959 أطلقت علامة الأحذية الرياضية حذاء ماجيك رانر المزود بتقنية تهوية محسنة لمنع ظهور البثور وزيادة الراحة.

### شراكة مبكرة مع نايكي
في أواخر الخمسينيات من القرن العشرين، كان بيل باورمان، أحد أفضل المدربين في الولايات المتحدة، هو المدرب لعداء المسافات المتوسطة في جامعة أوريغون فيليب نايت. كان باورمان معروفًا أيضًا بتجربة تصميم أحذية الجري لجعلها أخف وزناً وأكثر قدرة على امتصاص الصدمات. بعد التحاقه بجامعة أوريغون، واصل نايت دراسته في جامعة ستانفورد، حيث كتب أطروحته للحصول على درجة الماجستير في إدارة الأعمال حول تسويق الأحذية الرياضية. بعد حصوله على شهادته، سافر نايت إلى اليابان حيث اتصل بشركة اونتسوكا تايغر المحدودة، وأقنع الشركة بأن منتجها له سوق في الولايات المتحدة. عام 1963 تلقى نايت شحنته الأولى من أحذية تايجر، وبعد ذلك استثمر هو وباورمان 500 دولار لكل منهما لتأسيس شركة بلو ريبون سبورتس (التي عُرفت فيما بعد باسم نايكي، المحدودة ).
كان لدى شركة بلو روبن سبورتس أول متجر لها على الساحل الشرقي في ويلزلي هيلز، ماساتشوستس، والذي كان قريبًا جدًا من طريق ماراثون بوسطن. كان جيف جونسون هو المدير، وحضر العديد من اجتماعات اتحاد الرياضيين الهواة وسباقات الضاحية في المدارس الثانوية، حيث باع أحذية ماركة Onitsuka.

### تطوير العلامات التجارية

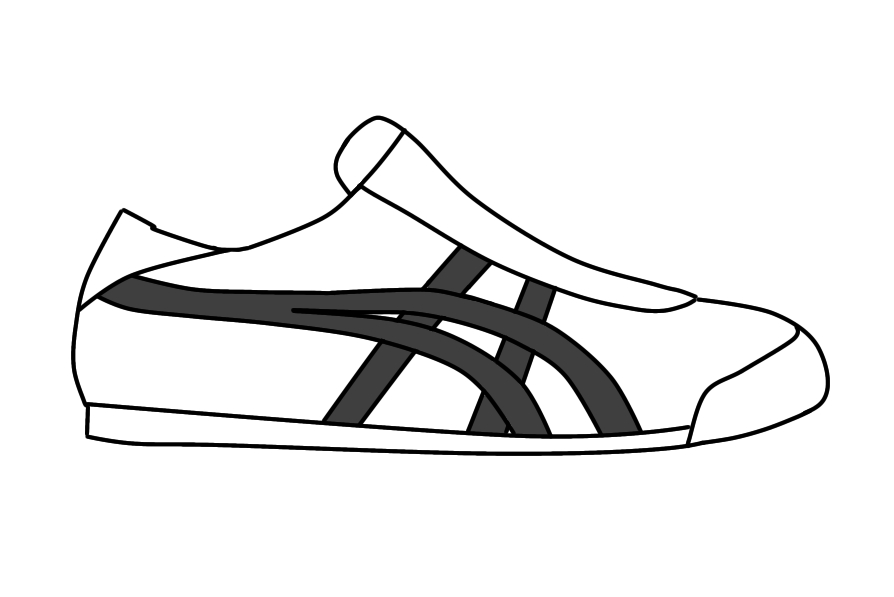
رسم تخطيطي للتصميم الأصلي لـ "Tiger Stripes". عندما تم إنشاؤه عام 1966، كان يُعرف في الأصل باسم メキシコライン (مطر ميكيشيكو)، والذي يمكن ترجمته إلى "خط المكسيك".

عام 1964 أدرجت شركة أونيتسوكا الشركة في بورصة كوبي ثم في بورصتي أوساكا وطوكيو لاحقًا. أطلقت شركة أونيتسوكا "خطها الأولمبي" بعد سنوات من جمع الاقتراحات من كبار الرياضيين. تميزت هذه السلسلة بتقديم التصميم التجاري لشركة Asics والذي يتكون من خطين عموديين يتقاطعان مع زوج من الخطوط المنبثقة من كعب الحذاء، ويقال أن هذا التصميم يوفر التعزيز بالإضافة إلى الزخرفة. كانت الأحذية الأولى التي تحمل خطوط النمر هي طراز Mexico 66 ، والذي تم تقديمه قبل عامين من دورة الألعاب الأوليمبية عام 1968 في مدينة مكسيكو.

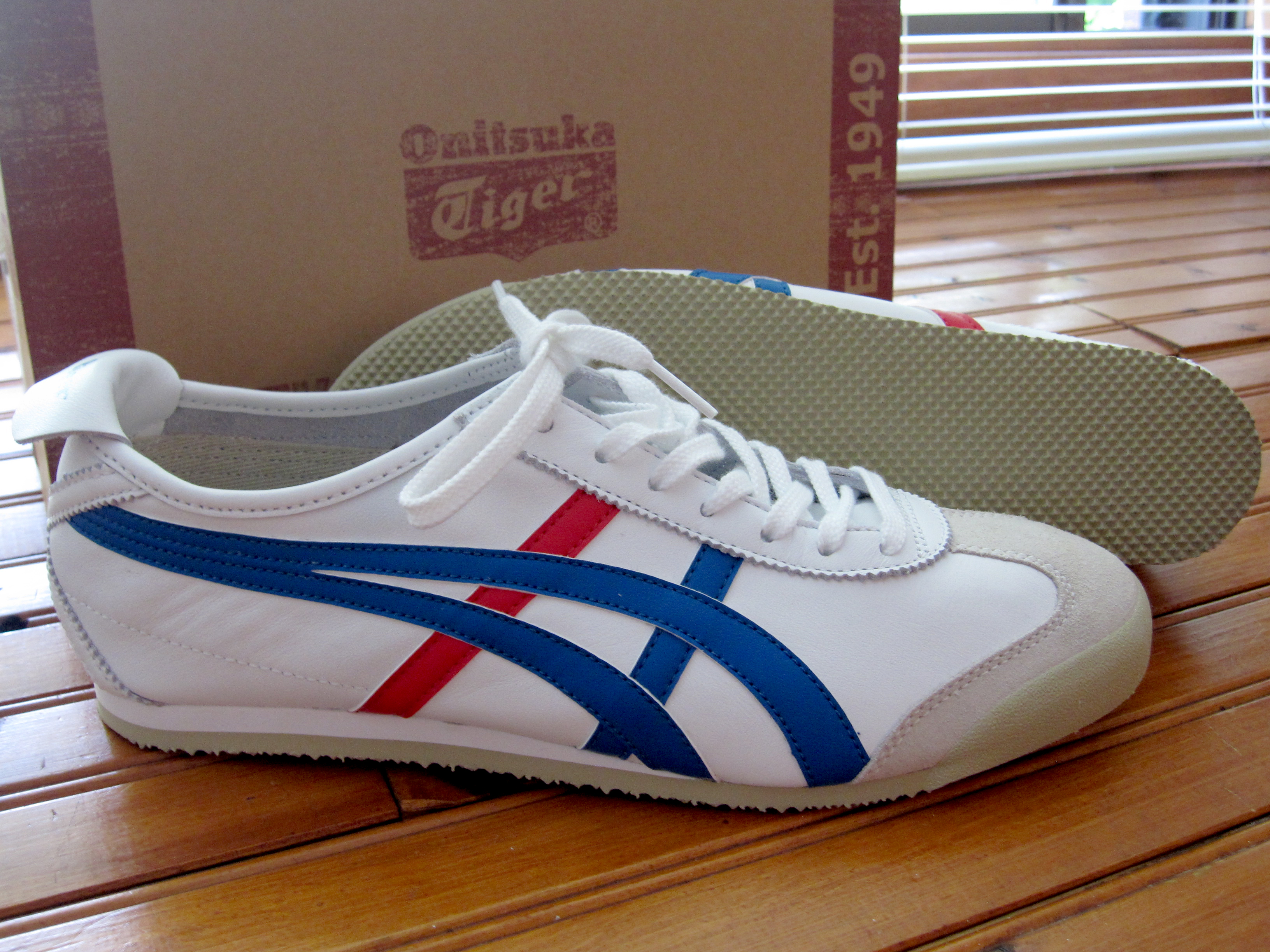
حذاء اونتسوكا تايغر Mexico 66 باللون الأبيض/الأزرق/الأحمر

عام 1968، بدأت شركة بلو روبن سبورتس في استيراد أحذية Onitsuka إلى السوق الأمريكية، بما في ذلك أحذية TG-4 "Marathons"، ذات الجزء العلوي المصنوع من النايلون ونعال مطاطية مسطحة، وحذاء التدريب الخاص بها، Cortez ، ذو الجزء العلوي المصنوع بالكامل من الجلد الأبيض ونعال مبطنة بشكل سميك. وكان لديهم أيضًا حذاء رياضي متعدد الاستخدامات يُدعى "بانكوك" وأحذية سباق. في سبعينيات القرن العشرين، قدم أونيتسوكا تايجر حركة "فابري"، التي تعني حركة الكسرالسريع في كرة السلة. ارتدى المنتخب الياباني حذاء فابر في دورة الألعاب الأولمبية الصيفية عام 1972 في ميونيخ، حيث احتلوا المركز الرابع عشر. عام 1972، قامت شركات الملابس الرياضية GTO وJelenk وOnitsuka بدمج مراكزها المالية والرياضية لبناء مكتب مبيعات إقليمي بالقرب من هوكايدو لدورة الألعاب الأولمبية الشتوية لعام 1972.  عام 1976، فاز العداء الفنلندي لاسي فيرين بسباق 5000 و10000 متر في دورة الألعاب الأولمبية الصيفية لعام 1976 في مونتريال مرتديًا أحذية أونيتسوكا تايجرز، بعد أن ارتدى أحذية أديداس أثناء فوزه بتلك الأحداث في دورة الألعاب الأولمبية لعام 1972. عام 1977، تم دمج جميع العلامات التجارية الرياضية للشركة في أزيكس كوربيريشن.

### إعادة إطلاق في القرن 12

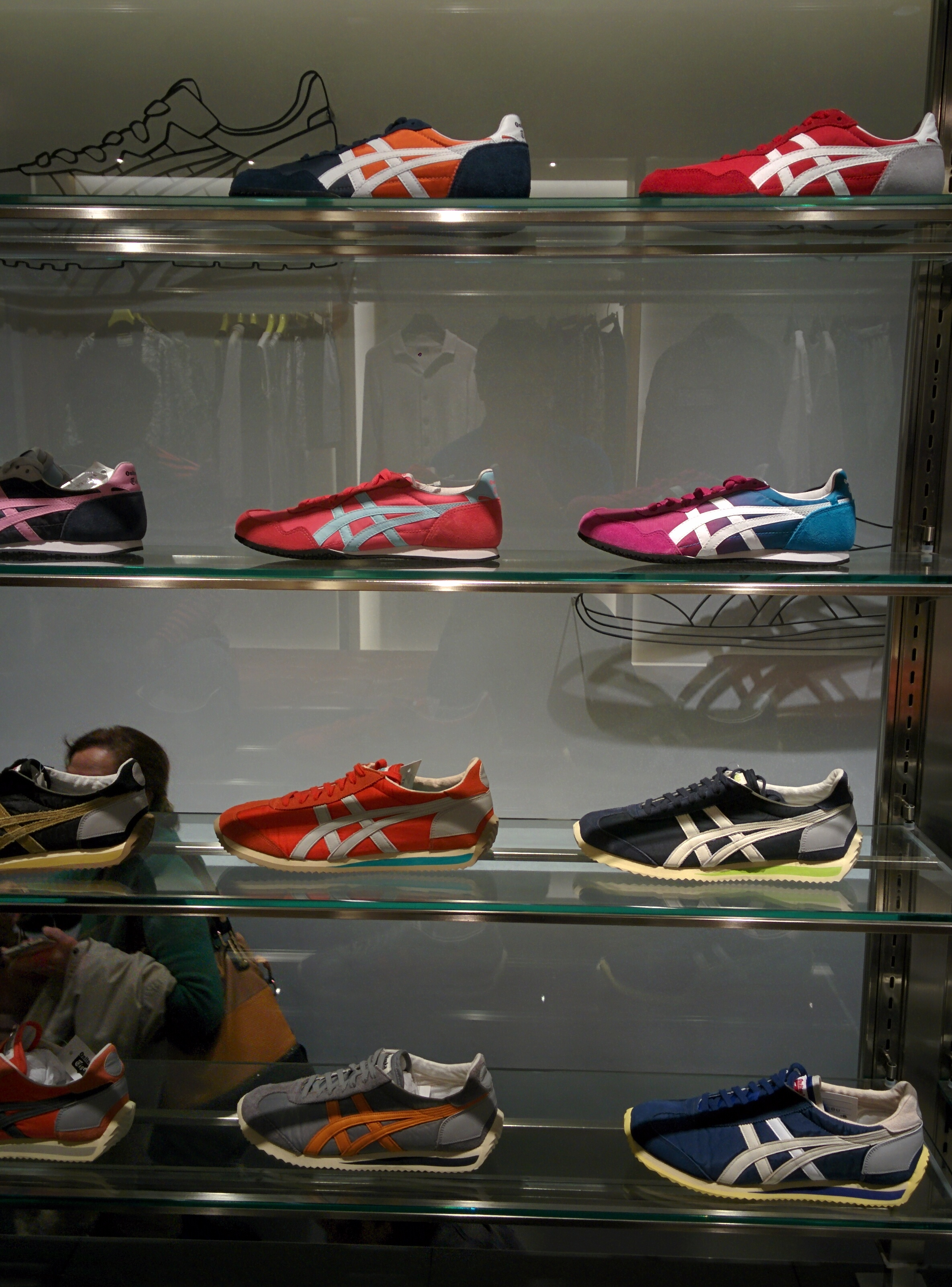
أحذية اونتسوكا تايغر متوفرة في متجر أوساكا

أعادت شركة أزيكس إطلاق حذاء اونتسوكا تايغر عام 2002، مستفيدة من اتجاه الأحذية الرياضية القديمة. عام 2003، ارتدت أوما ثورمان أحذية رياضية ذهبية اللون من ماركة Onitsuka Taichi بخطوط سوداء مع ملابسها الصفراء في فيلم اقتل بيل. وبحلول عام 2007، افتتحت العلامة التجارية 23 متجر مستقل. عام 2008، أطلقت شركة اونتسوكا تايغر سلسلة مميزة، Nippon Made. عام 2009، احتفالًا بالذكرى السنوية الستين لتأسيسها، أطلقت شركة اونتسوكا تايغر كتابها التاريخي Made of Japan. عام 2015، دخلت شركة اونتسوكا تايغر في شراكة مع شركة التصميم الأمريكية Bait لإنشاء سلسلة بروس لي. عام 2017، ارتفعت مبيعات العلامة التجارية بنسبة 20% لتصل إلى 31.9 مليار ين. عام 2023، تنبأت مجلة هاربر بازار بأن حذاء Mexico 66 سيكون الحذاء الأكثر رواجًا، حيث شوهد العديد من المشاهير وهم يتبعون هذا الاتجاه.
توقفت شركة اونتسوكا تايغر عن العمل في الولايات المتحدة عام 2023، لكنها أعادت فتح متجرها عبر الإنترنت في الولايات المتحدة في أغسطس 2024. عام 2025، افتتحت اونتسوكا تايغر متجر رئيسي في شارع الشانزليزيه في باريس كجزء من استراتيجية النمو العالمية والتوسع كعلامة تجارية لأسلوب الحياة، بما في ذلك العطور. يتميز المتجر بتصميم جمالي ياباني حديث.

## الوصف
منذ تأسيس شركة اونتسوكا تايغر عام 1949، تم تصنيع الأحذية لكرة القدم، والجري، وفنون الدفاع عن النفس، وكرة السلة، والتشجيع، والكرة الطائرة، والتدريب المتقاطع، وألعاب القوى، والمصارعة، والغولف، ورياضة الكريكيت، والمبارزة، والتنس. العلامة التجارية الأكثر شهرة لأحذية اونتسوكا تايغر هي Mexico 66 Line المخططة. لا تزال شركة أزيكس تبيع أحذية اونتسوكا تايغر ذات الطراز القديم، بما في ذلك حذاء أونتسوكا شيجر ميكو 66. في محفظة أزيكس، تركز أزيكسعلى الأداء الرياضي، وتركز Asics Tiger على الملابس الرياضية الكلاسيكية وأسلوب الحياة، وتتميز اونتسوكا تايغر بموقع متميز وتعاون مع المصممين.

## روابط خارجية
الموقع الرسمي